# Oncidium panchrysum
Oncidium panchrysum är en orkidéart som beskrevs av John Lindley. Oncidium panchrysum ingår i släktet Oncidium och familjen orkidéer. Inga underarter finns listade i Catalogue of Life.